# Nazionale maschile di pallavolo della Lituania
La nazionale di pallavolo maschile della Lituania è una squadra europea composta dai migliori giocatori di pallavolo della Lituania ed è posta sotto l'egida della Federazione pallavolistica della Lituania.

## Risultati
La nazionale di pallavolo maschile della Lituania non ha mai partecipato ad alcuna competizione.